# Brief Encounter in Shinjuku
Série
The Yuppie Fantasia
(1989) The Yuppie Fantasia 3
(2017)
Pour plus de détails, voir Fiche technique et Distribution.
Brief Encounter in Shinjuku (小男人週記 II 錯在新宿, Cuo zai xin xiu, litt. « Journal d'un petit homme 2 : Problèmes à Shinjuku ») est une comédie romantique hongkongaise réalisée par Gordon Chan et sortie en 1990 à Hong Kong.
Elle totalise 9 642 962 $HK au box-office. Deuxième volet d'une trilogie après The Yuppie Fantasia (1989), sa suite, The Yuppie Fantasia 3, sort en 2017, presque 30 ans plus tard.

## Synopsis
Leung Foon (Lawrence Cheng), Q Tai-long (Manfred Wong) et Pierre (Peter Lai) accompagnent leurs femmes lors d'une excursion en mer. À mi-chemin de leur voyage, Ann (Carol Cheng) rencontre son ex-petit ami, Alan (Allan Fung), qui est médecin sans frontières posté en Afrique. Il a l'intention d'inviter Ann en Afrique mais elle refuse, tout comme elle refuse également l'offre de son supérieur, KK Yeung (Eric Yeung), d'être mutée en Australie et décide de se réconcilier avec Foon.
Foon et Q Tai-long sont mutés dans une nouvelle société où ils rencontrent la nouvelle secrétaire, Wendy Wan (Rosamund Kwan). Le chef de Leung, Mr Tsang (Kenneth Tsang), affecte Foon et Wendy à un voyage d'affaires à Shinjuku au Japon. Après leur arrivée sur place, ils se rendent compte qu'ils ont oublié d'apporter leur projet et doivent travailler toute la nuit à l'hôtel jusqu'à ce que Wendy ne finisse par s'endormir d'épuisement. Le lendemain, alors qu'il rencontre son client, Foon réalise une performance exceptionnelle qui attire l'attention de Wendy. Les deux vont ensuite faire les magasins mais Wendy se trompe de tram et Foon se précipite pour la secourir. Ce-dernier dépense presque tout son argent en taxi pour retrouver Wendy et ils utilisent finalement une carte de crédit pour un dernier trajet de retour jusqu'à leur hôtel. Sur place, ils se rapprochent et font l'amour. Le lendemain, ils appellent tous deux le siège de Hong Kong pour informer leur patron qu'ils n'ont pas encore terminé leur mission et doivent rester une journée de plus, pour en réalité leur permettre de passer une douce journée à Tokyo.
Après leur retour à Hong Kong, leur relation intime est progressivement révélée. Enfin, lors du mariage de Wendy et de son petit ami John Li (Lee Chung-ling), Foon arrive en retard, trébuche sur le pas de porte et se rattrape en imprimant ses empreintes digitales sur l'acte de mariage de John et Wendy (c'est de cette façon que les époux signent leur engagement). Foon admet également à Ann ce qui est arrivé à Hong Kong et est licencié en retour. Il reçoit ensuite un appel de Wendy pour se retrouver devant le Conseil législatif de Hong Kong où Wendy lui dit qu'elle a parlé à John de leur relation intime, et que John, incapable de l'accepter, l'a quitté. Elle dit également à Foon qu'elle conservera l'acte de mariage puisqu'il porte les empreintes digitales de Foon.
D'autre part, parce que Q Tai-long a commencé une relation extra-conjugale avec la petite amie de Pierre, Fanny (Vindy Chan), sa femme, Fung (Leila Chow), les quitte, lui et leur fils. Alors que Foon, Pierre et Q Ta-long mangent des nouilles instantanées chez ce-dernier, Fung revient préparer le dîner pour eux en déclarant qu'elle le fait pour son fils. De son côté, Foon est déterminé à se réconcilier avec Ann.

## Fiche technique
- Titre original : 小男人週記 II 錯在新宿
- Titre international : Brief Encounter in Shinjuku
- Réalisation : Gordon Chan
- Scénario : Nip Wang-fung, Cheung Siu-han, Wong Heung et Gordon Chan (d'après une histoire de Lawrence Cheng et Chan Hing-ka)
- Photographie : Derek Wan
- Montage : Chan Kei-hop
- Musique : Lowell Lo
- Production : Lawrence Cheng et Chua Lam
- Société de production : Golden Harvest et People's Production
- Société de distribution : Golden Harvest
- Pays d'origine :  Hong Kong
- Langue originale : cantonais
- Format : couleur
- Genre : comédie romantique
- Durée : 85 minutes
- Dates de sortie :
  - Hong Kong : 16 février 1990

## Distribution
- Lawrence Cheng : Leung Foon
- Carol Cheng : Ann Hui, la femme de Foon
- Rosamund Kwan : Wendy Wan, la nouvelle collègue de Foon
- Manfred Wong : Q Tai-long, l'ami de Foon
- Leila Chow : Fung, la femme de Q Tai-long
- Peter Lai : Pierre, l'ami de Foon
- Kenneth Tsang : Mr Tsang, le nouveau patron de Foon
- Allan Fung : Allan, l'ex-petit ami d'Ann
- Eric Yeung : KK Yeung, le patron d'Ann
- Lee Chung-ling : John Li, un dentiste ex-petit ami de Wendy
- Chang Kan-wing : le registraire de mariage
- Vindy Chan : Fanny, la petite amie de Pierre
- Eric Kot (en) : le livreur de fleurs
- Jan Lamb (en) : le livreur de peluches
- John Cheung : un employé de bureau
- Lee Wah-kon